# 211
211 (CCXI) je bilo navadno leto, ki se je po julijanskem koledarju začelo na torek.

## Dogodki
- 1. januar

## Smrti
- 4. februar - Septimij Sever, 21. cesar Rimskega cesarstva (* 145)
- 19. december - Geta, 23. cesar Rimskega cesarstva (* 189)